# Rhizoctonia
Genre
Rhizoctonia est un genre de champignons (Fungi) anamorphes  de l'ordre des Cantharellales. 
Ces espèces ne produisent pas de spores, mais sont constituées d'hyphes et de sclérotes et sont l'état asexué des champignons du genre Thanatephorus. 

Habituellement saprophytes (décomposeurs), ces organismes s'attaquent parfois à des plantes vivantes affaiblies, dont en situation de grande culture.

## Biologie et phytopathologies
Les espèces de Rhizoctonia sont habituellement saprotrophes, c'est-à-dire qu'elles dégradent utilement la matière organique morte (nécromasse en contribuant au Cycle du carbone, mais face à des plantes fragilisées (par exemple par de faibles doses d'un désherbant total tel que le glyphosate, elles peuvent devenir des pathogènes « facultatifs » des plantes. Elles provoquent ainsi sur les cultures des maladies de grande importance économique. Il a été montré dans les années 1990 que la présence ou rémanence de glyphosate dans le sols favorise l'infection de racines de plantes cultivées dans le même sol, et la mort d'une partie des graines qui y seraient plantées trop précocement après le traitement (ceci est également vrai pour une autre espèce de champignon pathogène posant souvent problème en agriculture (Physum sp.).
Rhizoctonia est aussi associées aux orchidées par les mycorhizes.

## Taxonomie
Ce genre regroupait précédemment de nombreux champignons superficiellement similaires, mais sans aucune parenté.
Synonyme : Moniliopsis Ruhland.

### Histoire
Le nom « Rhizoctonia » fut forgé en 1815 par le mycologue suisse Augustin Pyramus de Candolle pour désigner des champignons pathogènes des plantes qui produisent à la fois des hyphes et des sclérotes. « Rhizoctonia » signifie « tueur de racines ». L'espèce originale de De Candolle, Rhizoctonia crocorum (téléomorphe Helicobasidium purpureum), est l'agent causal du rhizoctone violet de la carotte et d'autres légumes-racines.
Par la suite, différents auteurs ont rattaché plus d'une centaine d'espèces à ce genre, la plupart de ces pathogènes de plantes n'ayant cependant qu'une ressemblance superficielle avec l'espèce type. Rhizoctonia est ainsi devenue un genre artificiel comprenant une grande variété d'espèces non apparentées.
Recherchant une classification plus naturelle des champignons, R.T. Moore proposa en 1987 de restreindre le genre Rhizoctonia à son espèce-type et aux espèces apparentées, et de déplacer dans d'autres genres les espèces non-apparentées.
Cependant cela aurait nécessité que Rhizoctonia solani (téléomorphe Thanatephorus cucumeris), espèce très connue mais non-apparentée, soit renommée en Moniliopsis solani. Pour l'éviter, on a proposé que Rhizoctonia solani devienne l'espèce-type de Rhizoctonia à la place de Rhizoctonia crocorum. Cette proposition fut acceptée et le type de Rhizoctonia est désormais conservé comme Rhizoctonia solani.  dans le cadre du Code international de nomenclature botanique.

### Statut actuel
Le genre, dans son acception actuelle, est en fait restreint à l'espèce-type, Rhizoctonia solani, et à ses synonymes. Le nom du genre est toutefois encore largement utilisé dans son ancienne acception, artificielle. Des recherches moléculaires, basées sur l'analyse cladistique des séquences d'ADN, placent Rhizoctonia dans la famille des Ceratobasidiaceae.

### Reclassement des anciennes espèces
Une révision complète et un reclassement des noms d'espèces du genre Rhizoctonia fut publiée en 1994 par Andersen et Stalpers.
Seuls quelques noms fréquemment utilisés sont listés ci-dessous. Beaucoup de noms anciens ont une application incertaine ou n'ont jamais eu de publication valide, ou les deux.
- Rhizoctonia bataticola = Macrophomina phaseolina (Botryosphaeriaceae)[3]
- Rhizoctonia carotae = Fibulorhizoctonia carotae (téléomorphe Athelia arachnoidea) (Atheliaceae)[9]
- Rhizoctonia cerealis =   nom non valide (téléomorphe Ceratobasidium cereale) (Ceratobasidiaceae)[3],[4]
- Rhizoctonia crocorum = Thanatophytum crocorum (téléomorphe Helicobasidium purpureum) (Helicobasidiaceae)[4]
- Rhizoctonia fragariae = nom non valide (téléomorphe Ceratobasidium cornigerum) (Ceratobasidiaceae)[4]
- Rhizoctonia goodyerae-repentis = application incertaine, généralement interprété comme Ceratobasidium cornigerum (Ceratobasidiaceae)[4]
- Rhizoctonia leguminicola = Botrytis fabae (Sclerotiniaceae)[4]
- Rhizoctonia oryzae =  nom non valide et d'application incertaine, généralement interprété comme Waitea circinata (Corticiaceae)[3],[4]
- Rhizoctonia ramicola = Ceratorhiza ramicola (téléomorphe Ceratobasidium ramicola) (Ceratobasidiaceae)[3],[4]
- Rhizoctonia rubi =  nom non valide et d'application incertaine (probablement Ascomycota)[4]
- Rhizoctonia zeae = Waitea circinata (Corticiaceae)[3],[4]

## Liste d'espèces
D'après la 10e édition de Dictionary of the Fungi (2007), ce genre est constitué des espèces anamorphes suivantes :
- Rhizoctonia alpina E. Castell. (1935)
- Rhizoctonia anomala Burgeff (1936)
- Rhizoctonia callae E. Castell. (1935)
- Rhizoctonia dichotoma H.K. Saksena & Vaartaja (1960)
- Rhizoctonia ferruginea Matz (1921)
- Rhizoctonia floccosa Burgeff (1932)
- Rhizoctonia fragariae S.S. Husain & W.E. McKeen (1963)
- Rhizoctonia fraxini E. Castell. (1935)
- Rhizoctonia fumigata (N. Nakata ex Hara) P.S. Gunnell & R.K. Webster (1987)
- Rhizoctonia lanuginosa G.E. Bernard (1909)
- Rhizoctonia leguminicola Gough & E.S. Elliott (1956)
- Rhizoctonia menthae Berk. & Broome (1861)
- Rhizoctonia mucoroides G.E. Bernard (1909)
- Rhizoctonia muneratii E. Castell. (1936)
- Rhizoctonia oryzae-sativae (Sawada) Mordue (1974)
- Rhizoctonia pini-insignis E. Castell. (1935)
- Rhizoctonia quercus E. Castell. (1935)
- Rhizoctonia rubi McKeen (1959)
- Rhizoctonia rubiginosa Sappa & Mosca (1954)
- Rhizoctonia silvestris Melin (1923)
- Rhizoctonia stahlii Burgeff (1936)
- Rhizoctonia tuliparum Whetzel & J.M. Arthur (1924)
- Rhizoctonia versicolor E. Müll. & Nüesch (1960)

La taxinomie de ses deux taxons reste à résoudre :
- Rhizoctonia endophytica var. endophytica H.K. Saksena & Vaartaja (1960)
- Rhizoctonia endophytica var. filicata H.K. Saksena & Vaartaja (1960)

## Habitat et distribution
Les espèces sont saprotrophes, vivant dans le sol et produisant des basidiocarpes (fructifications du téléomorphe Thanatephorus) sur les tiges mortes et les détritus végétaux. Ce sont aussi des pathogènes opportunistes des végétaux, avec une gamme d'hôtes pratiquement illimitée, et on les a aussi isolés des mycorhizes d'orchidées. Leur distribution semble être cosmopolite.

## Importance économique
Rhizoctonia solani provoque un grand nombre de maladies fongiques économiquement significatives. C'est l'un des champignons responsables de la fonte des semis, mais aussi du rhizoctone brun de la pomme de terre, du rhizoctone des céréales, du pourridié de la betterave à sucre, de la pourriture du concombre, du flétrissement de la gaine du riz, et de nombreuses autres maladies.